# Pädagogische Hochschule Naruto

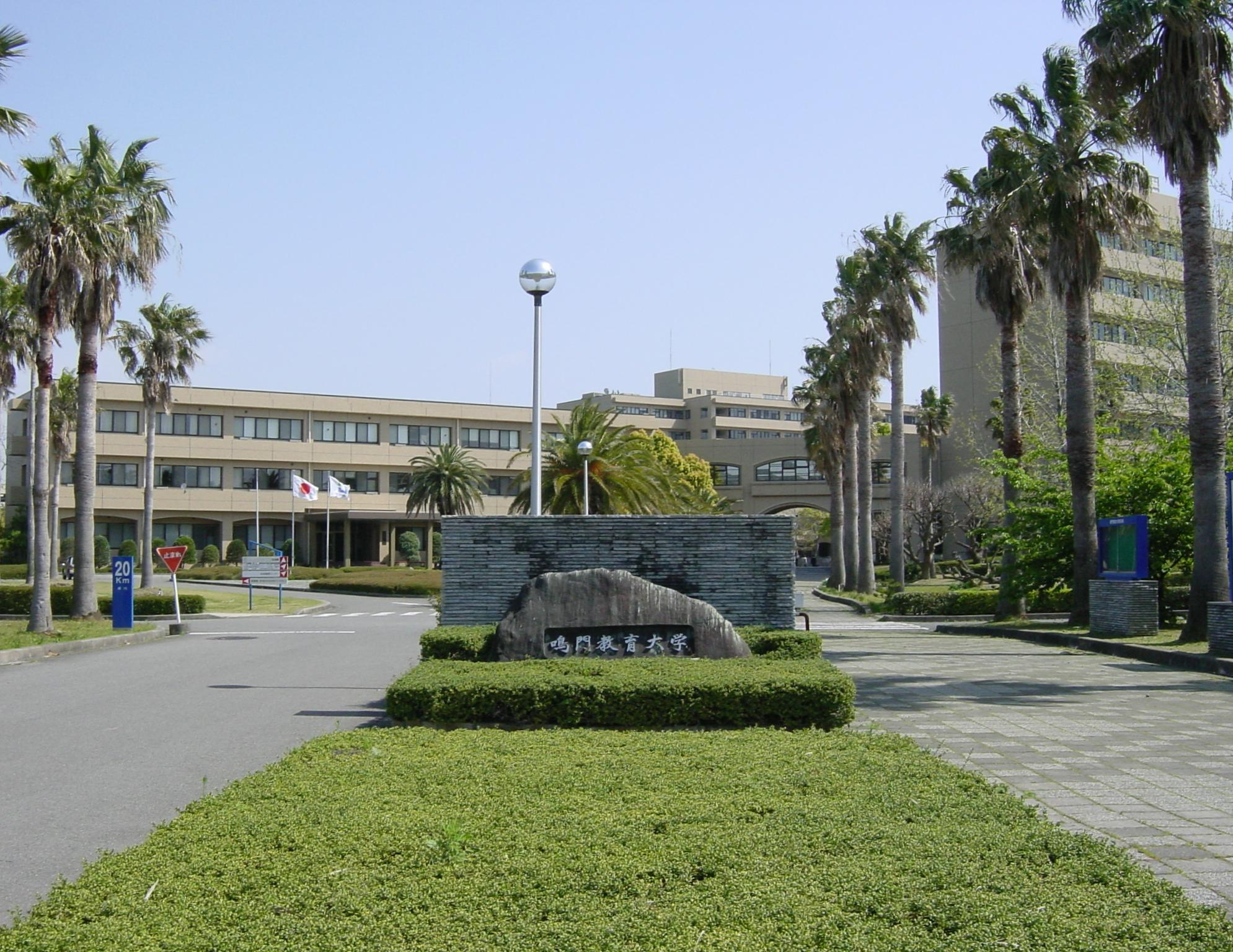
Haupttor (2006)

Die Pädagogische Hochschule Naruto (japanisch 鳴門教育大学 Naruto kyōiku daigaku; engl. Naruto University of Education, kurz: Narukyōdai (鳴教大)) ist eine staatliche pädagogische Hochschule in Naruto in der Präfektur Tokushima (Japan).

## Geschichte
Gegründet wurde die Hochschule 1981 als eine der „pädagogischen Hochschulen im neuen Konzept“ (新構想の教員養成大学) neben der Pädagogischen Hochschule Hyōgo (gegründet 1978) und der Pädagogischen Hochschule Jōetsu (ibid.).
1984 eröffnete sie die Graduiertenschule (Masterstudiengänge, einschließlich Fortbildungskurse für bestehende Lehrer), und 1986 traten die ersten Studenten in die Bachelorstudiengänge ein. Im gleichen Jahr wurden die angegliederten Schulen (Grundschule, Mittelschule, Förderschule und Kindergarten) der Universität Tokushima in die Pädagogische Hochschule überführt. 1996 richtete sie die Doktorkurse als gemeinsame Graduiertenschule mit den Pädagogischen Hochschulen Hyōgo und Jōetsu und der Universität Okayama (2019 schlossen die Universitäten Gifu und Shiga sich die gemeinsame Graduiertenschule an).

## Fakultäten
- Fakultät für Pädagogik (jap. 学校教育学部, engl. College of Education)